# Добрешть (Вилча)
Добрешть, Добрешті (рум. Dobrești) — село у повіті Вилча в Румунії. Входить до складу комуни Денічей.
Село розташоване на відстані 141 км на північний захід від Бухареста, 20 км на південь від Римніку-Вилчі, 83 км на північний схід від Крайови, 122 км на південний захід від Брашова.

## Населення
За даними перепису населення 2002 року у селі проживали 195 осіб, усі — румуни. Усі жителі села рідною мовою назвали румунську.